# Lester Bangs
Lester Bangs rodným jménem Leslie Conway Bangs (13. prosince 1948 Escondido, Kalifornie, USA – 30. dubna 1982 New York City, New York, USA) byl americký novinář a zpěvák. Věnoval se převážně hudební publicistice a psal mimo jiné pro časopisy Creem a Rolling Stone. V druhé polovině sedmdesátých let rovněž začal působit jako hudebník; v roce 1979 vydal u vydavatelství SPY Records singl „Let It Blurt“ / „Live“. Nahrávku mixoval velšský hudebník John Cale, majitel vydavatelství SPY Records. Na singlu hráli například bubeník Jay Dee Daugherty a kytarista Robert Quine. V roce 1981 založil spolu s Mickeyem Leighem skupinu nazvanou Birdland, ale její jediné album vyšla až v roce 1986. Zemřel na předávkování ve svých třiatřiceti letech. Ve filmu Na pokraji slávy jej ztvárnil Philip Seymour Hoffman.